# Puente de Howrah
El puente de Howrah (en hindi: Howrah Setu, lit. 'puente de Howrah'; llamado oficialmente desde 1965 Rabindra Setu, también conocido por su nombre en inglés, Howrah Bridge), es un puente en ménsula de India que atraviesa el río Hugli, conectando las ciudades gemelas de Howrah y Calcuta (Bengala Occidental). Comenzó a construirse en 1937 con la intención de convertirse en la puerta de acceso a Calcuta, siendo inaugurado en 1943. Se ha convertido en símbolo de la ciudad de Calcuta y del mismo estado de Bengala Occidental. Fue rebautizado en  1965 como Rabindra Setu, 'puente de Rabindra' , en honor al poeta y escritor Rabindranath Tagore, nacido en Calcuta, que fue el primer indio en recibir un Premio Nobel. Aún así, sigue conociéndose como Puente de Howrah.
Con un peso de 26.500 toneladas de acero de alta resistencia, y sustentado en dos únicos apoyos de 90 metros de altura, soportaba en 2003 un tráfico diario aproximado de 150.000 vehículos y unos 100.000 peatones, siendo uno de los puentes más transitados del mundo. Fue el puente con el vano más largo de India entre 1943 y 2022 y en el momento de su inauguración, el tercer puente en ménsula con el vano más grande del mundo (en junio de 2025, aún es el 7.º).

## Historia

### Propuesta de Turnbull de 1862

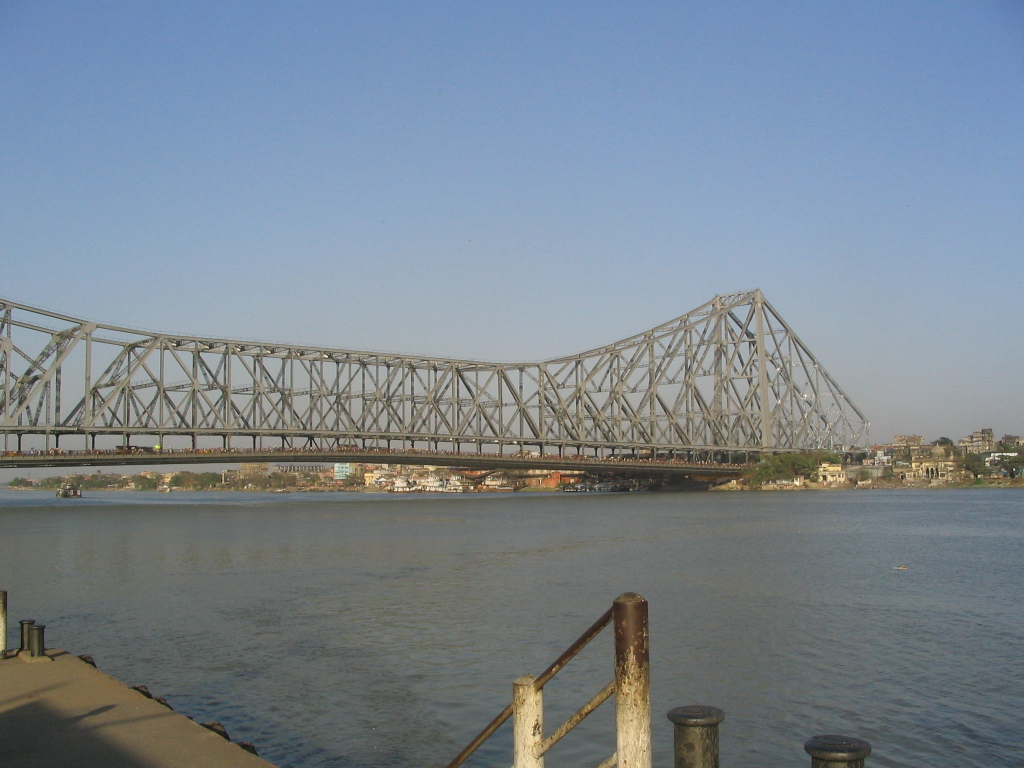
Puente de Howrah, símbolo de Calcuta.

En 1862, el Gobierno de Bengala solicitó a George Turnbull, ingeniero jefe del ferrocarril East Indian Railway Company, que estudiara la viabilidad de tender un puente sobre el río Hugli. Por aquel entonces, hacía poco tiempo que se había construido la Estación Terminal de la compañía ferroviaria en Howrah. El 19 de marzo, valiéndose de dibujos y estimaciones a escala, presentó un informe, en el que se decía:
1. Los cimientos para un puente en Calcuta tendrían una profundidad y un costo considerables, debido a la profundidad del lodo allí acumulado.
2. Los impedimentos para el acceso en barco a los cimientos serían considerables.
3. Un buen lugar para ubicar el puente sería Pulta Ghat, «a una docena de millas al norte de Calcuta» donde existe una «capa de arcilla rígida a poca profundidad bajo el lecho del río».
4. Un puente de vigas suspendidas de cinco tramos de 120 m y dos tramos de 61 m sería ideal.

El puente propuesto no fue construido.

### Puente de pontones

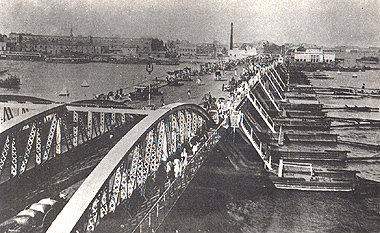
El antiguo puente de pontones que fue reemplazado por el puente de Howrah

En vista del creciente tráfico a través del río Hugli, se nombró un comité en 1855-1856 para revisar las alternativas destinadas a construir un puente a través de él. El plan fue archivado en 1859-1860, para ser revivido en 1868, cuando se decidió que se debía construir un puente y establecer un nuevo fideicomiso para administrarlo. El Puerto de Calcuta fue fundado en 1870, y el Departamento Legislativo del entonces Gobierno de Bengala aprobó el Acta del Puente de Howrah en el año 1871 bajo el Acta IX de Bengala de 1871, facultando al Teniente Gobernador a construir el puente con el capital del gobierno bajo la égida de los Comisionados del Puerto.

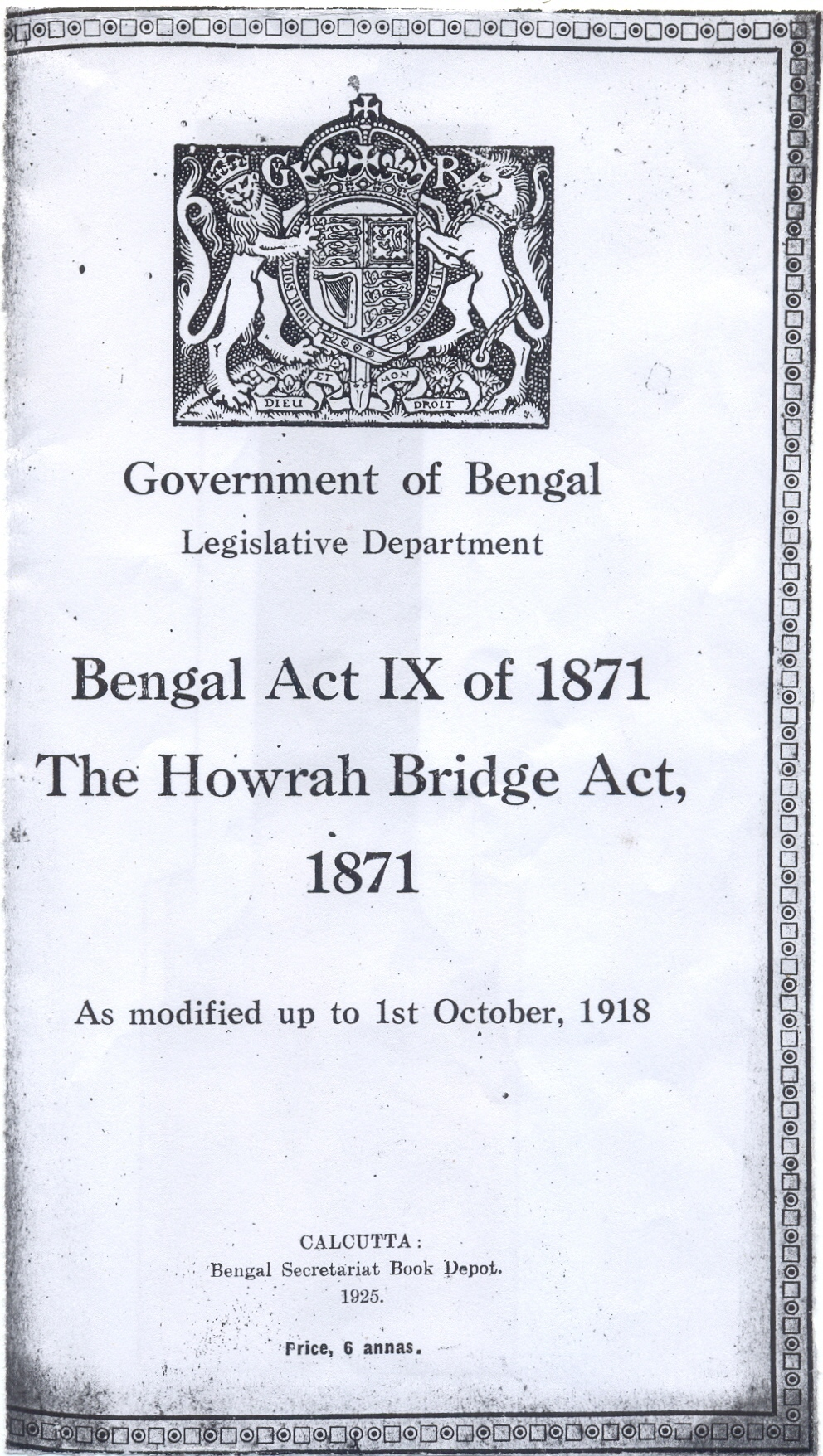
El Acta del Puente de Howrah de 1871

Finalmente, se firmó un contrato con sir Bradford Leslie para construir un puente de barcas. Se fabricaron diferentes partes en Inglaterra y se enviaron a Calcuta, donde se ensamblaron. El período de montaje estuvo plagado de problemas. Un gran ciclón dañó considerablemente el puente el 20 de marzo de 1874. Un vapor llamado Egeria perdió sus amarras y chocó de frente con el puente, hundiendo tres pontones y dañando casi 60 m del puente. La obra se completó finalmente en 1874, a un costo total de 2,2 millones de rupias, y se abrió al tráfico el 17 de octubre de ese año. El puente tenía entonces 465 m de largo y 19 m de ancho, con aceras de 2,1 m de ancho a cada lado. Inicialmente, el puente se abría periódicamente para permitir el paso de vapores y otras embarcaciones. Antes de 1906, esta operación para permitir el paso de las embarcaciones se solía hacer solo durante el día. Desde junio de ese año comenzó a abrirse por la noche para todas las embarcaciones excepto para los vapores oceánicos, que debían pasar durante el día. A partir del 19 de agosto de 1879, el puente fue iluminado por farolas eléctricas, alimentadas por la dinamo situada en la Mullick Ghat Pumping Station. Como el puente ya no podía soportar las crecientes cargas, los comisionados del puerto comenzaron a planificar en 1905 un nuevo puente mejorado.

### Planes para un nuevo puente
En 1906, la Comisión del Puerto nombró un comité encabezado por R.S. Highet (ingeniero jefe de la East Indian Railway) y por W.B. MacCabe, (ingeniero jefe de la Corporación de Calcuta). Enviaron un informe en el que se indicaba que:

Los carros de bueyes formaban las ocho treceavas partes del tráfico de vehículos (como se observó el 27 de agosto de 1906, el día de tráfico más intenso durante el censo de 16 días del tráfico a través del puente existente realizado por los Comisionados del Puerto). La carretera en el puente existente tiene 14,6 m de ancho, excepto en los tramos de la costa donde solo mide 13,1 m. La carretera en el nuevo puente sería lo suficientemente ancha como para alojar al menos dos carriles de tráfico de vehículos y una línea de tranvías en cada dirección, y dos caminos cada uno de 9,15 m de ancho, dando un ancho total de 18,3 m de paso que son suficientes para este propósito [...]
 El tráfico a través del puente flotante existente entre Calcuta y Howrah es muy pesado y es obvio que si el nuevo puente debe estar en el mismo lugar que el puente existente, a menos que se habilite un puente temporal, habrá graves interrupciones en el tráfico mientras el puente existente se está moviendo a un lado para permitir que el nuevo puente se erija en el mismo sitio que el puente actual.

El comité consideró seis opciones:
1. Ferris de vapor grandes, capaces de transportar vehículos de carga (costo de instalación 900.000 rupias, costo anual 437.000 rupias)
2. Un puente de barcazas transbordadoras (costo de configuración 2 millones de rupias)
3. Un túnel (costo de instalación 338,2 millones, costo de mantenimiento anual 1.779.000)
4. Un puente sobre apoyos en el río (costo de instalación 22,5 millones)
5. Un puente flotante (costo de instalación 2.140.000, costo de mantenimiento anual 200.000 rupias)
6. Un puente arco

El comité finalmente decidió optar por un puente flotante. Se recibieron ofertas de 23 empresas para su diseño y construcción. Se estableció un premio de 45.000 rupias (3000 libras de entonces) para la empresa cuyo diseño fuese aceptado.

### Planificación y estimación

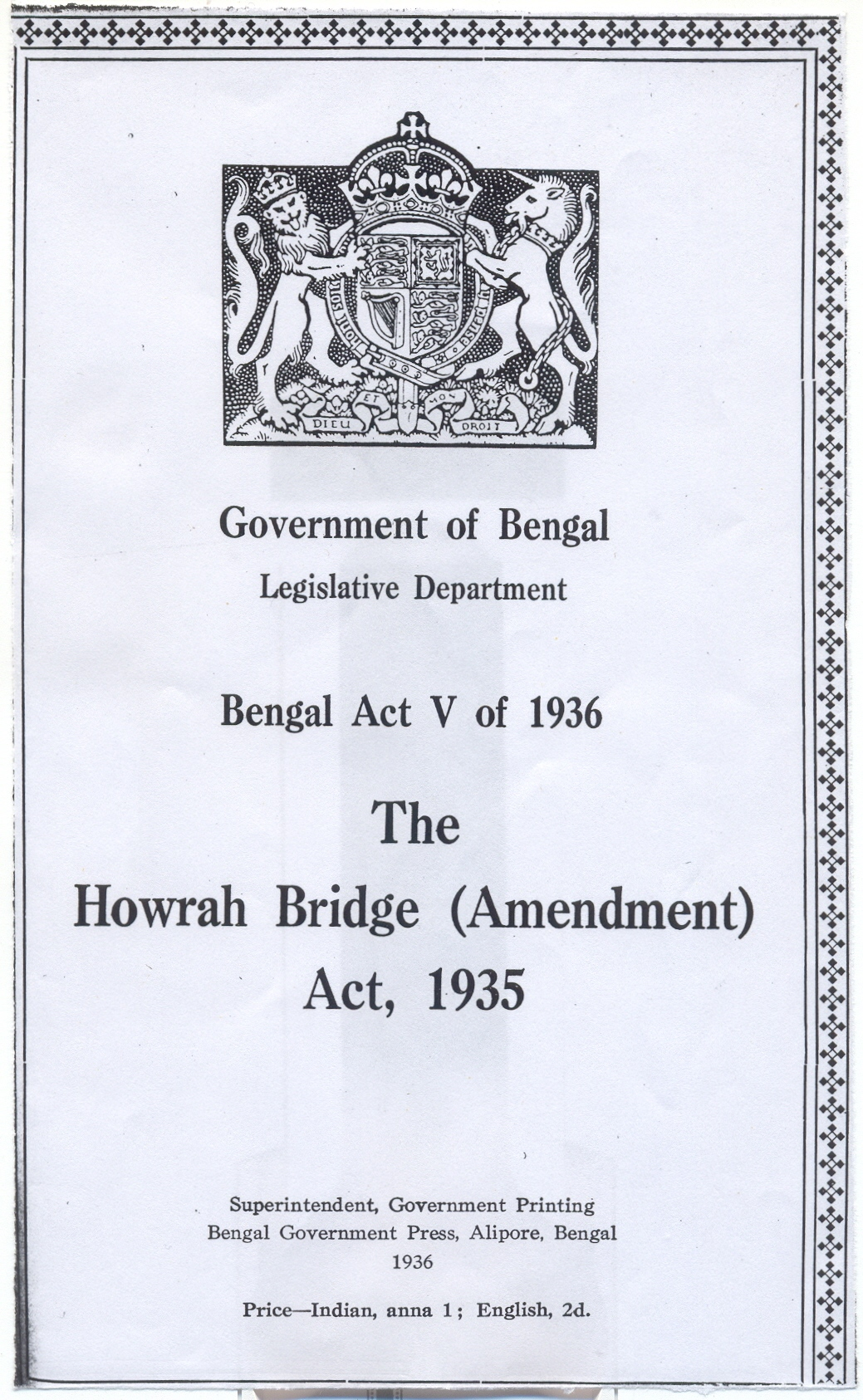
Enmienda al Acta del Puente de Howrah (1935)

El proceso inicial de construcción del puente se estancó debido a la Primera Guerra Mundial, aunque fue parcialmente renovado en 1917 y 1927. En 1921 se formó un comité de ingenieros llamado 'Comité Mukherjee', encabezado por R. N. Mukherji, Sir Clement Hindley (Presidente del Puerto de Calcuta) y J. McGlashan (ingeniero jefe). Remitieron el asunto a Sir Basil Mott, quien propuso un puente en arco de un solo vano.
En 1922 se creó la nueva Comisión del Puente de Howrah, a la que el Comité Mukherjee presentó su informe. En 1926, la Nueva Ley del Puente de Howrah fue aprobada. En 1930 se formó el Comité Goode, con S.W. Goode como presidente, S.N. Mallick y W.H. Thompson, para investigar e informar sobre la conveniencia de construir un puente sin apoyos intermedios entre Calcuta y Howrah. Según su recomendación, se solicitó a Rendel, Palmer y Tritton que consideraran la construcción de un puente colgante de un diseño particular, preparado por su jefe de diseño, el Sr. Walton. Sobre la base del informe, se organizó una licitación global. La oferta más baja provino de una empresa alemana, pero debido a las crecientes tensiones políticas entre Alemania y Gran Bretaña en 1935, no recibió el contrato. La Braithwaite, Burn & Jessop Construction Co. se adjudicó el contrato de construcción ese mismo año. La Nueva Ley del Puente Howrah fue enmendada en 1935 para reflejar este cambio, y la construcción del puente comenzó al año siguiente.

### Construcción

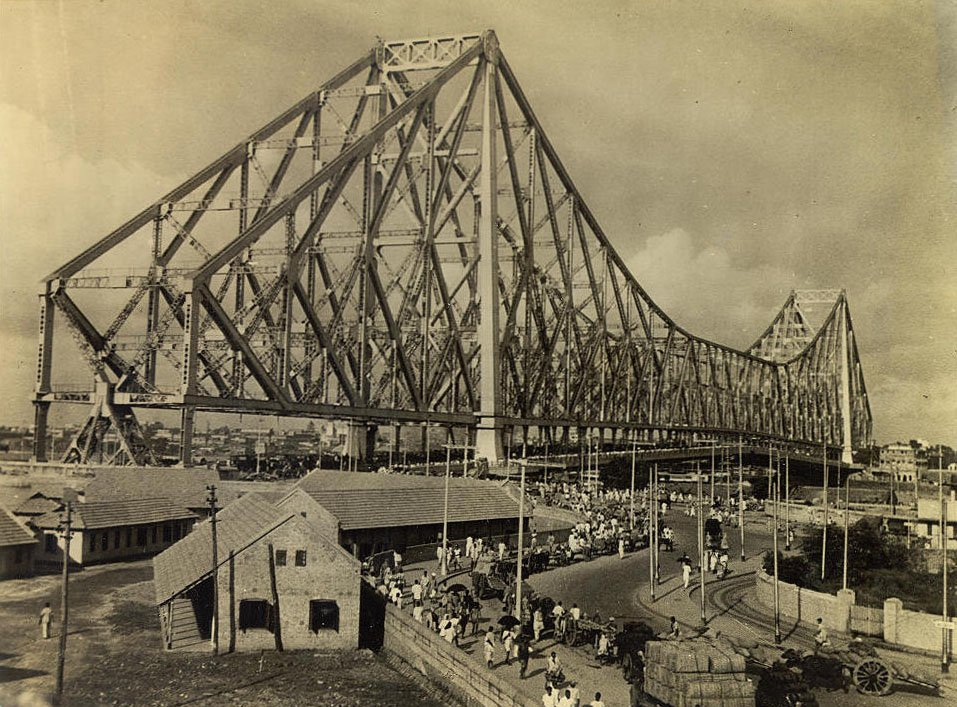
El Puente de Howrah, hacia 1945

El puente no tiene tuercas ni tornillos: todas las uniones entre las piezas de acero que forman la estructura se realizaron con roblones. Consumió 26.500 toneladas de acero, de las cuales 23.000 fueron de una aleación de acero de alta resistencia, conocido como Tiscrom, suministrado por Tata Steel. La torre principal fue construida sobre un solo cajón monolítico de 55,31x24,8 m con 21 celdas, cada una de 6,25 metros cuadrados. El Ingeniero Jefe del Puerto, J. McGlashan, quería reemplazar el puente de pontones por una estructura permanente, ya que el puente existente interfería con el tráfico fluvial norte/sur. El trabajo no pudo comenzar cuando estalló la Primera Guerra Mundial (1914-1918). Más adelante, en 1926, una comisión bajo la presidencia de Sir R. N. Mukherjee recomendó la construcción de un puente colgante de un tipo particular a través del río Hoogly. El puente fue diseñado por un tal Mr.Walton de Rendel, Palmer & Triton. El pedido para la construcción y el montaje fue realizado por la Cleveland Bridge & Engineering Company en 1939. La Segunda Guerra Mundial (1939-1945) volvió a paralizar las obras. Todo el acero que venía de Inglaterra fue desviado para el esfuerzo de guerra en Europa. De las 26 000 toneladas de acero requeridas para el puente, solo se suministraron 3000 toneladas desde Inglaterra. A pesar de la amenaza japonesa, el entonces gobierno británico de la India presionó para proseguir con la construcción. Se solicitó a Tata Steel que suministrara las 23.000 toneladas restantes de acero de alta resistencia. Tata desarrolló un acero de la calidad requerida para el puente, denominándolo Tiscom. Las 23.000 toneladas completas se suministraron a tiempo. El trabajo de fabricación y montaje fue otorgado a una firma de ingeniería local de Howrah: la Braithwaite, Burn & Jessop Construction Co.. Los dos cajones de anclaje eran cada uno de 16,4 m por 8,2 m, con dos pozos de 4,9 m². Los cajones se diseñaron de modo que las cámaras de trabajo dentro de las celdas se pudieran cerrar temporalmente con diafragmas de acero para permitir el trabajo bajo aire comprimido si fuera necesario. El cajón del lado de Kolkata se fijó a 31,41 m de profundidad, y el del lado de Howrah a 26,53 m por debajo del nivel del terreno.

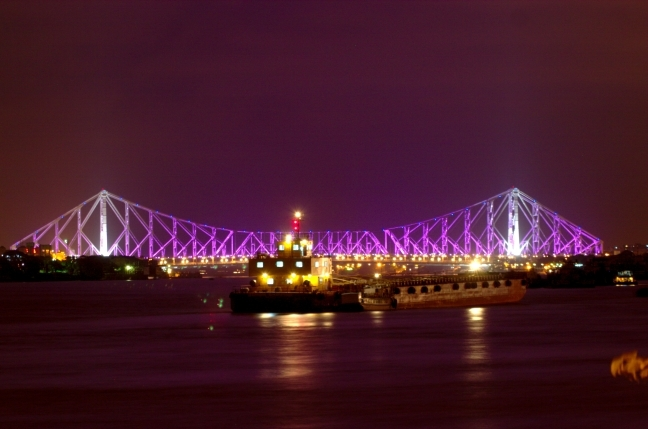
El Puente de Howrah iluminado

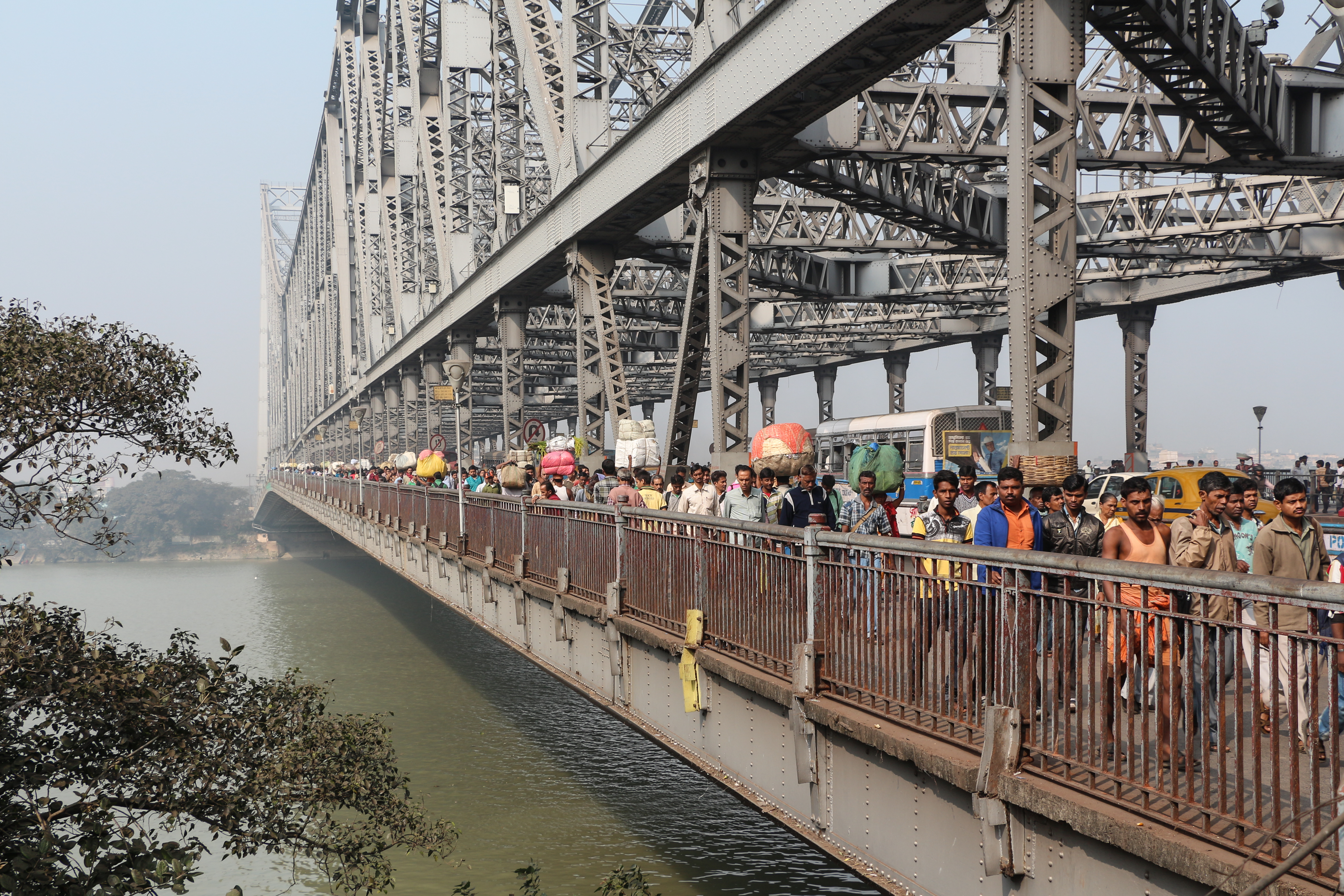
Peatones sobre el puente

Una noche, durante el proceso de retirar el lodo para permitir que el cajón descendiera, el suelo debajo del cajón cedió, y toda la masa se hundió 60 cm, sacudiendo el suelo. El impacto producido fue tan intenso que el sismógrafo de Kidderpore lo registró como un terremoto y un templo Hindú situado junto a la orilla quedó prácticamente destruido, aunque fue reconstruido posteriormente. Mientras se limpiaba el lodo, se recuperaron todo tipo de objetos, incluidos anclas, grapas de hierro, cañones, balas de cañón, recipientes de bronce y monedas que datan de la época de la Compañía Británica de las Indias Orientales.
El trabajo de hundir los cajones se llevó a cabo en turnos cubriendo las 24 horas del día, a razón de 30 cm o más por día. Los cajones se hundieron atravesando depósitos de lodos fluviales, hasta alcanzar una capa de arcilla amarilla consistente a 26,5 m por debajo del nivel de la superficie. La precisión del hundimiento de los enormes cajones fue excepcionalmente exacta, dentro de una tolerancia de 50-75 mm respecto a su posición teórica. Después de penetrar 2,1 m en la arcilla, todas las celdas se rellenaron con hormigón después del desagüe individual, con unos 5 m de relleno en los pozos adyacentes. Los estribos en el lado de Howrah se hundieron con un dragado a cielo abierto, mientras que los del lado de Calcuta requirieron utilizar aire comprimido para contrarrestar el flujo de arena mezclada con agua. La presión de aire mantenida fue de aproximadamente 2,8 bares, lo que requirió el empleo de unos 500 trabajadores. Siempre que se encontró suelo excesivamente blando, se excavaba simétricamente, para garantizar un control estricto del descenso del cajón. En arcillas muy rígidas, una gran parte de las celdas internas fueron completamente excavadas, permitiendo que todo el peso del cajón fuera soportado por el rozamiento de las paredes exteriores y por el material situado debajo de ellas. La fricción con el contorno exterior de las paredes del cajón se estimó en 29 kN/m², mientras que las cargas sobre el perímetro inferior del cajón apoyado sobre la arcilla alcanzaron las 100 toneladas/m. Los trabajos en las cimentaciones se completaron en noviembre de 1938.
A fines de 1940, comenzó la construcción de los brazos en voladizo, que se completó a mediados del verano de 1941. Las dos mitades del tramo suspendido, cada una de 86 m de largo y un peso de 2000 toneladas, se construyeron en diciembre de 1941. El puente fue erigido comenzando en los dos tramos de anclados y avanzando hacia el centro, con el uso de grúas trepadoras desplazándose sobre el cordón superior. Dieciséis gatos hidráulicos, cada uno de los cuales tenía una capacidad de 800 toneladas, permitieron unir las dos mitades del tramo suspendido.
La obra completa costó 25 millones de rupias (unos 2.460.000 libras). Fue un proyecto pionero en la construcción de puentes, particularmente en la India, pero el gobierno no realizó una apertura formal del puente, debido al temor a los ataques de los aviones japoneses en guerra con los Aliados. Japón atacó a los Estados Unidos en Pearl Harbor el 7 de diciembre de 1941. El primer vehículo en utilizar el puente fue un solitario tranvía municipal de Calcuta.
El puente se considera «La puerta de entrada a Calcuta, ya que conecta la ciudad con la estación de Howrah».

## Descripción

### Especificaciones

Alzado del Puente de Howrah

Cuando se puso en servicio en 1943, el puente de Howrah fue la tercera estructura en voladizo más larga del mundo, tras el puente de Quebec (de 549 m) en Canadá, y del puente de Forth (de 521 m) en Escocia. Desde entonces, ha sido superado por otros tres puentes, lo que lo convierte en el sexto puente en voladizo más largo del mundo en 2013. Es un puente en ménsula, con un tramo central de 457 m entre centros de torres principales y un tramo suspendido de 172 m. Las torres principales alcanzan 85 m por encima del terreno y tienen 23 m de anchura en su parte superior. Los tramos laterales de anclaje miden 99 m cada uno, mientras que los brazos en voladizo miden 143 m cada uno. La plataforma del puente cuelga del cordón inferior de la celosía principal de la estructura, con 39 pares de puntos de enlace. Las calzadas por fuera de las torres se apoyan sobre el terreno, dejando brazos de anclaje libres para absorber las cargas de la plataforma. El tablero está formado por un sistema de vigas metálicas transversales, suspendidas entre los pares de tirantes mediante conexiones fijas. Se disponen seis hileras de vigas longitudinales entre cada dos vigas transversales. Las vigas del suelo se apoyan transversalmente en la parte superior de los largueros, mientras que ellas mismas soportan un sistema continuo de chapas de acero laminado rellenadas con el hormigón que forma la calzada.
La dilatación longitudinal y el movimiento de oscilación lateral de la plataforma son amortiguados por juntas de expansión y articulaciones. Hay dos juntas de expansión principales, una en cada unión entre el tramo suspendido y los brazos en voladizo, y hay otras en las torres y en la conexión de las estructuras de acero y hormigón en ambos accesos. Posee un total de ocho juntas articuladas, tres en cada uno de los dos brazos en voladizo y una más  en cada uno de los extremos de la parte suspendida. Estas uniones dividen el puente en segmentos con una conexión de clavija vertical entre ellos para facilitar los movimientos de rotación de la plataforma. El tablero del puente presenta rampas con una pendiente longitudinal ascendente de 1/40 desde cada extremo, unidas por una curva vertical de 1200 m de radio con su vértice en el centro de la estructura. El abombamiento de la calzada es de 1/48 entre el eje central y los bordillos.